# Famille Loir
 (juin 2016).
Si vous disposez d'ouvrages ou d'articles de référence ou si vous connaissez des sites web de qualité traitant du thème abordé ici, merci de compléter l'article en donnant les références utiles à sa vérifiabilité et en les liant à la section « Notes et références ».
La famille Loir, est une famille bourgeoise de Paris qui a brillé principalement dans les domaines de l'orfèvrerie et de la peinture durant les XVIIe et XVIIIe siècles.
À cette famille appartiennent :
- Alexis I Loir (1640-1713), orfèvre et graveur, frère de Nicolas Pierre ;
- Alexis II Loir (maître-orfèvre en 1689, décédé avant 1728), orfèvre, fils d'Alexis Ier Loir.
- Alexis III Loir (1712-1785), artiste peintre, pastelliste et sculpteur, fils de l'orfèvre Nicolas II Loir et frère de Marianne ;
- Alexis III Loir (1697-1775, maître-orfèvre en 1733), orfèvre, fils de l'orfèvre Alexis II Loir, maître en 1689, et petit-fils d'Alexis Ier Loir, orfèvre du roi aux Gobelins ;
- Alexis Loir (le Romain) (XVIIIe siècle), graveur, neveu d'Alexis III Loir ;
- Guillaume I Loir (XVIIe siècle), orfèvre actif en 1627 ;
- Guillaume II Loir (1625-1669), orfèvre ;
- Guillaume III Loir (1693-1770), orfèvre ;
- Jean-Baptiste Loir (XVIIIe siècle), marchand orfèvre ;
- Jean-Baptiste Loir (XVIIIe siècle), entrepreneur des bâtiments du roi ;
- Jean-Louis Loir (XVIIe – XVIIIe siècle), marié en 1713 à Amiens, directeur de la Monnaie de Besançon, fils de Louis, officier de la Monnaie d'Amiens (mort en 1720) ;
- Louis Loir (XVIIe siècle-1720), officier de la Monnaie d'Amiens, père de Jean-Louis ;
- Marianne Loir (1705-1783), artiste peintre, sœur de Alexis III ;
- Nicolas I Loir (XVIe – XVIIe siècle), orfèvre, père de Nicolas Pierre et Alexis I ;
- Nicolas Pierre Loir (1624-1679), artiste peintre et graveur, frère d'Alexis I.